# Bayi, Nyingtri
Bayi är ett stadsdistrikt och huvudort i staden Nyingtri i Tibet-regionen i sydvästra Kina.